# Sumatraanse muntjak
De Sumatraanse  muntjak (Muntiacus muntjak montanus) is een kleine hertachtige behorende tot de muntjaks.
De soort was voor het laatst waargenomen in 1930. In 2008 werden, nadat een Sumatraanse Muntjak door een stroper in een strik was gevangen, meerdere exemplaren op foto's van automatische camera's vastgelegd.

## Kenmerken
Het is een klein dier. Het mannetje is wat steviger gebouwd dan het vrouwtje.
Het mannetje heeft een eenvoudig gewei, bestaande uit een enkele stang van zes tot acht centimeter, dat naar achteren gericht is. De bovenste hoektanden van het mannetje steken als twee kleine slagtanden naar buiten. Het vrouwtje heeft geen gewei, op de plaats van het gewei heeft zij een bosje haar.

## Verspreiding
De Sumatraanse muntjak komt oorspronkelijk voor in Sumatra en wordt alleen daar gezien. Het dier wordt ernstig in zijn bestaan bedreigd.